# بارنگات، نیوجرسی
بارنگات (به انگلیسی: Barnegat Township) شهری در ایالت نیوجرسی کشور ایالات متحده آمریکا است که جمعیت آن در سرشماری سال ۲۰۱۰ میلادی، ۲۰۹۳۶ نفر بوده‌است.